# 1-дюймовий кулемет Норденфельта
1-дюймовий кулемет Норденфельта — ранній швидкострільний кулемет, що використовувався для захисту великих кораблів від малих швидких торпедних човнів, які з'явилися наприкінці 1870-х - на початку 1880-х років.

## Опис
Кулемет був подовженою версією успішної моделі кулемета Норденфельта під гвинтівковий калібр, розроблений Хельгом Палмкрантцем, і був пристосований для знищення швидких торпедних човнів. Кулемет стріляв суцільнометалевими кулями з загартованим наконечником і латунною оболонкою — за умовами Петербурзької декларації 1868 року вибухові снаряди вагою менше 400 г були заборонені для застосування у війнах між країнами-підписантами.

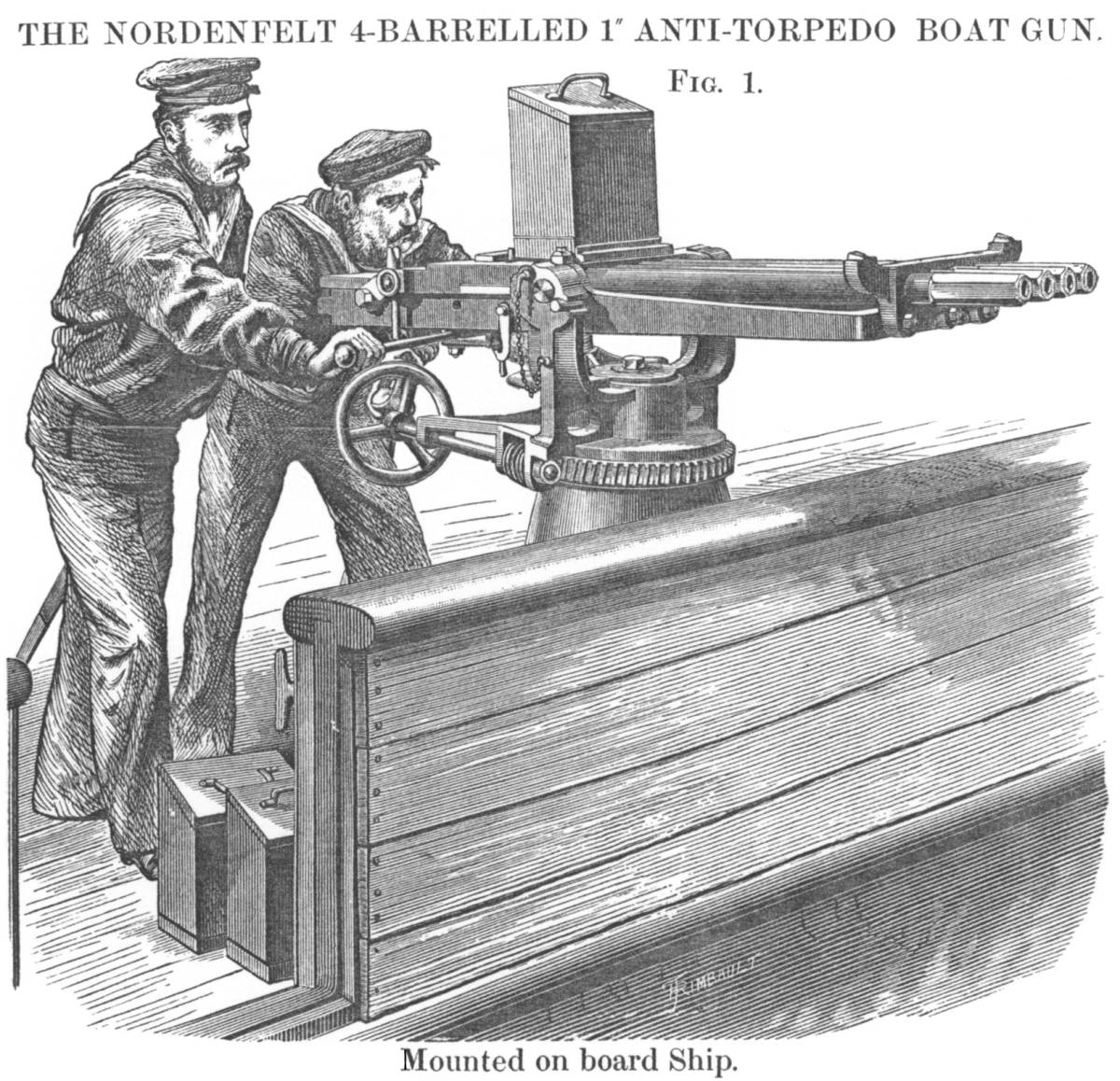
Ксилографія зображує стрільців Королівського флоту під час керування чотириствольною версією. Командир кулемета, ліворуч, керує тренувальним маховиком

Існували одно-, дво- і чотириствольні версії. Набої подавалися самопливом  з бункера у затвор, який був розділений на колонки для кожного ствола. Стрілець заряджав і стріляв з кількох стволів, рухаючи важіль на правій частині кулемета вперед і назад. Коли тягнули важіль назад, викидалася порожня гільза, штовхання важеля вперед досилало нові набої в усі стволи і останнім етапом було здійснення пострілу, по одному кожного разу у швидкій послідовності. Кулемет працював як різновид залпової гармати, відстрілюючи кулі залпами на відміну від тогочасного кулемета Гатлінга і справжніх кулеметів, наприклад, кулемета Максима, які могли вести безперервний вогонь.
Стрілець займався заряджанням і стрільбою, а командир кулемета наводив зброю і виставляв підвищення, а також керував тренувальним маховиком.
Кулемет було замінено у середині 1880-х років новим поколінням гармати Готчкіса і Норденфельта "QF" калібру 47 та 57 мм, які стріляли вибуховими снарядами загального призначення вагою 3–6 фунтів.

## Набої

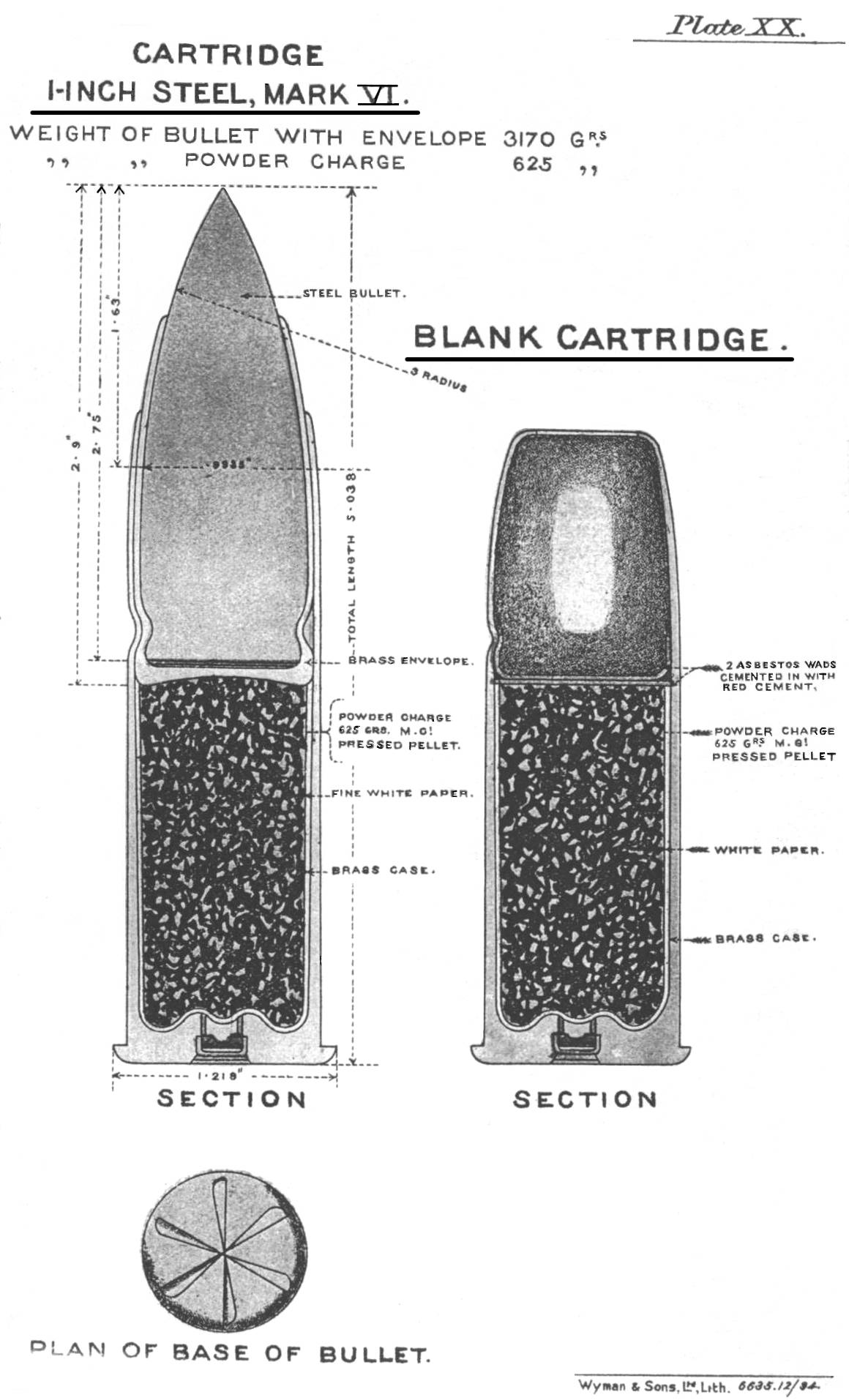
Британський набій Mk VI (ліворуч) і порожній набій (праворуч)

## Зразки які збереглися
- 4-ствольний кулемет у музеї озброєння  армії США, Меріленд, США
- 4-ствольний кулемет у The Gardens, Бундаберг, Квінсленд, Австралія [Архівовано 4 березня 2016 у Wayback Machine.]
- 2-ствольний кулемет у The Gardens, Бундаберг, Квінсленд, Австралія [Архівовано 3 березня 2016 у Wayback Machine.]
- 2-ствольний кулемет у Queens Park, Меріборо, Квінсленд, Австралія [Архівовано 29 квітня 2017 у Wayback Machine.]
- 4-ствольний кулемет Лондонський Тауер. Лондон, Англія